# Amina Mihr-i Shah
Aminā Mihr-î-Şâh Sultan (morte en 1732) était une concubine d'origine inconnue du sultan ottoman Ahmet III et la mère du sultan Mustafa III. Elle n'a cependant pas pu être sultane validé, son décès ayant eu lieu avant l'ascension au trône de son fils.